# Gesellschaft für Archäologie in Bayern
Die Gesellschaft für Archäologie in Bayern e. V. ist mit über 3000 Mitgliedern (Stand: 2021) einer der größten historischen Vereine in Deutschland und ein wichtiger und aktiver Interessenverband für die Belange der Bodendenkmalpflege in Bayern.

## Geschichte
Der Verein wurde am 31. Oktober 1981 in Freising im Rahmen einer von Rainer Christlein angeregten Versammlung gegründet. Die Ursprünge des Vereins liegen in der Aventinus-Tagung der Weltenburger Akademie am 6. und 7. Oktober 1979. Christlein stellte dort den Teilnehmern seine Pläne vor und führte aus, dass es seiner Gesellschaft insbesondere darum gehe, „die Mitglieder durch Exkursionen, Vorträge, Tagungen, Fachliteratur und Mitteilungsblätter zu informieren und auch die Öffentlichkeit durch Ausstellungen, Vorträge und eine verstärkte Medienarbeit für die Arbeit der Archäologen zu interessieren“. Die Planungen bezogen sich zunächst nur auf Niederbayern. Nachdem Christlein 1980 zum Leiter der archäologischen Abteilung des Bayerischen Landesamtes für Denkmalpflege berufen wurde, erweiterte er den Wirkungskreis des geplanten Vereins auf ganz Bayern.
Die Gründung erfolgte am 31. Oktober 1981 im Rahmen des bayerischen Vorgeschichtstages in Freising, der Verein wurde mit Satzung, Vorstand und wissenschaftlichem Beirat gegründet. Am 15. Juni 1983 wurde die Gesellschaft vom Finanzamt für Körperschaften in München als gemeinnützig anerkannt.

## Aktivitäten

### Rainer-Christlein-Medaille
Seit 2009 vergibt der Verein die Rainer-Christlein-Medaille als „würdigende Auszeichnung für besondere‚ organisatorische, mäzenatische, öffentlichkeitswirksame, publizistische und wissenschaftliche Leistungen von Persönlichkeiten‘ in der Bayerischen Landesarchäologie“. Die Medaille erinnert an Rainer Christlein (1940–1983), den Gründer der Gesellschaft für Archäologie in Bayern und Leiter der Abteilung Bodendenkmalpflege im Bayerischen Landesamt für Denkmalpflege. Die Preisverleihung findet üblicherweise im Rahmen der Mitgliederversammlung im Oktober statt.

#### Bisherige Preisträger
- 2011: Erich Laßleben, für Förderung der archäologischen und historischen Buchkultur als Verleger
- 2011: Marcus Junkelmann für Popularisierung von Archäologie und Geschichte als Experimentalarchäologe
- 2011: Karl Schmotz, für seine Tätigkeit in der bayerischen Landesarchäologie als Kreisarchäologe
- 2012: Monika Weigl, für ehrenamtliches Engagement als Kreisheimatpflegerin für Archäologie und Bodendenkmalpflege im Landkreis Landshut
- 2014: Wolfgang Czysz, für ehrenamtliches Engagement
- 2015: Bernd Engelhardt, für Engagement als Nachfolger Rainer Christleins in der Leitung der Bodendenkmalpflege in Niederbayern seit 1980
- 2015: Toni Drexler, für die Entwicklung der Vor- und Frühgeschichte des Landkreises Fürstenfeldbruck in seiner Tätigkeit als Kreisheimatpfleger
- 2019: Hans Stegerwald, für ehrenamtliche Verdienste um die bayerische Archäologie als Grabungstechniker des Bayerischen Landesamts für Denkmalpflege, Außenstelle Würzburg
- 2019: Hubert Beer, für herausragende Verdienste im jahrzehntelangen ehrenamtlichen Einsatz für die bayerische Archäologie und die Gründung der Bayerischen Gesellschaft für Unterwasserarchäologie e. V
- 2021: Peter Hartmann für seine Verdienste als Laienarchäologe und Kreisheimatpfleger für Archäologie und Bodendenkmalpflege von 2007-2020 im Unterallgäu
- 2021: Silvia Codreanu-Windauer für besonderes Engagement für die Bayerische Archäologie, weit über den dienstlich beim Bayerischen Landesamt für Denkmalpflege gesteckten Rahmen hinaus
- 2023: Franz Herzig für herausragende Leistungen im Hinblick auf die Dendrochronologie
- 2025: Peter Pfister (Obergünzburg) für hohe Verdienste um die Archäologie und die lokale Geschichte[3]

## Ehrungen und Auszeichnungen

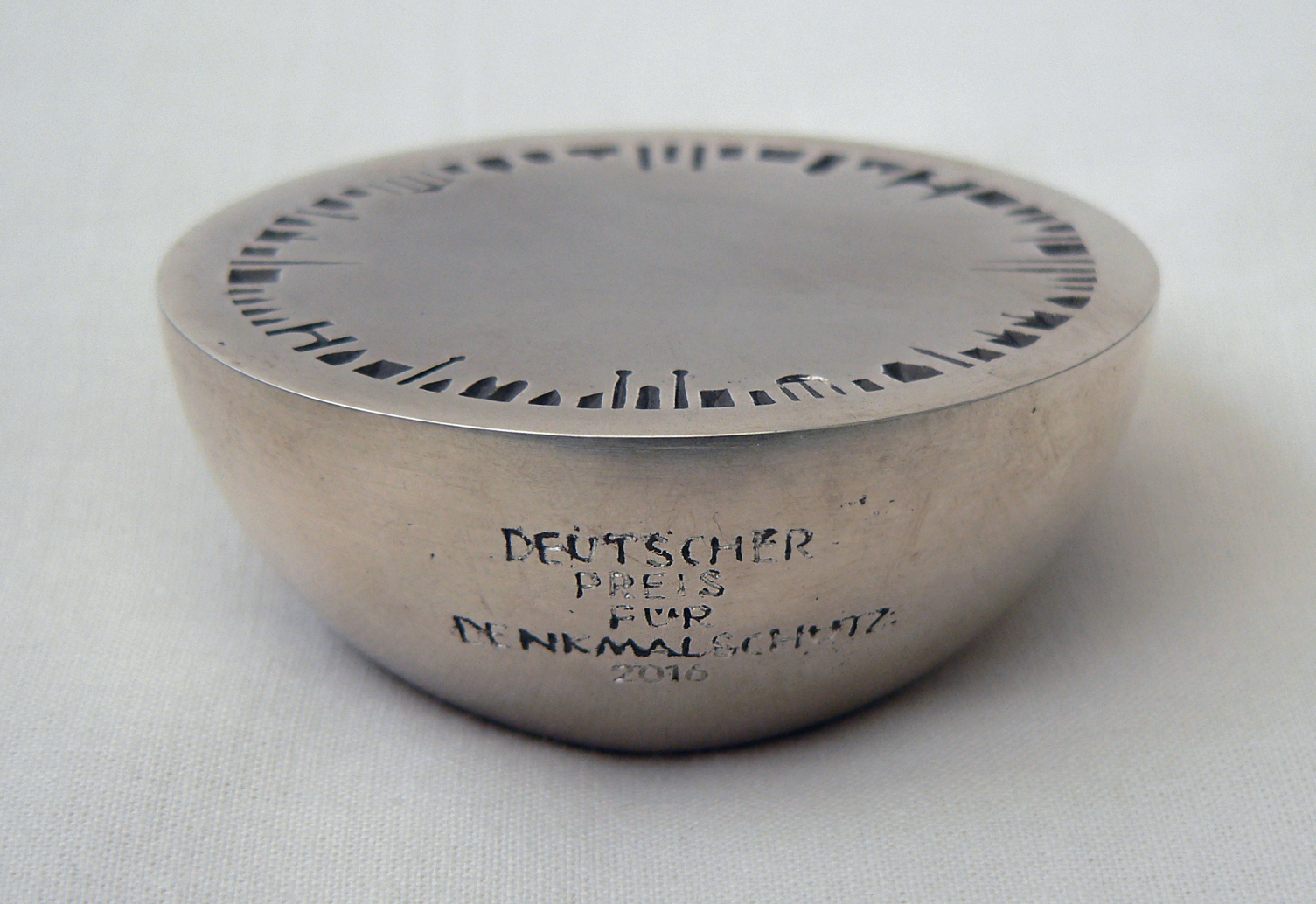
2011 wurde der Verein mit der Silbernen Halbkugel ausgezeichnet

Die Gesellschaft für Archäologie in Bayern wurde 2011 vom Nationalkomitee für Denkmalschutz mit der Silbernen Halbkugel des Deutschen Preis für Denkmalschutz ausgezeichnet.

## Publikationen
Zusammen mit dem Bayerischen Landesamt für Denkmalpflege gibt die Gesellschaft jährlich das Jahrbuch Das archäologische Jahr in Bayern heraus. Die seit 1981 jährlich erscheinende Fachzeitschrift publiziert die wichtigsten Ergebnisse archäologischer Ausgrabungen im Bundesland Bayern.